# San Sebastián (distrito)
O Distrito peruano de San Sebastián é um dos 8 distritos da Província de Cusco, situada no Departamento de Cusco, pertenecente a  Região Cusco, Peru.

## Transporte
O distrito de San Sebastián é servido pela seguinte rodovia:
- PE-3S, que liga o distrito de La Oroya à Ponte Desaguadero (Fronteira Bolívia-Peru) - e a rodovia boliviana Ruta 1 - no distrito de Desaguadero (Região de Puno)
- PE-28G, que liga o distrito de Wanchaq à cidade de Pisac [2][3][4]